# Ekobergets naturreservat
Ekoberget är ett litet naturreservat i kommundelen Boo inom Nacka kommun, Stockholms län. 
Naturreservatet som omfattar cirka fem hektar bildades 1946 är därmed Nackas äldsta. Ekoberget utmärks av en brant klippvägg på 40 meters höjd. ligger vid ingången från Baggensfjärden till Kilsviken. Sedan år 2007 ingår det i EU:s nätverk Natura 2000. I anslutning till Ekoberget finns Graninge stiftsgård.